# Phymatidium
Phymatidium es un género con diez especies de orquídeas originario de  Brasil al norte de Argentina.

## Características
Fue propuesto por John Lindley en The Genera and Species of Orchidaceous Plants 209 en 1833. 

## Etimología
El nombre del género hace referencia al pequeño tamaño y delicadeza de estas plantas.

## Distribución
Género se compone de alrededor de una docena de especies que son bastante similares, son epífitas, muy delicadas y pequeñas, de crecimiento cespitoso y se producen en las ramitas y las ramas, a la sombra, entre el musgo de los bosques tropicales en el sureste y el sur Brasileño.

## Descripción
Son especies con pseudobulbos aparentemente nulos, con agrupaciones  herbáceas de hojas dísticas, planas, juntas o separadas, a veces algo carnosas y otras a veces, flácidas, alargadas y estrechas, sin venas visibles como gramíneas. Del ápice de las ramas surgen inflorescencias, erectas, que incluye hasta quince flores sensibles.

## Especies dePhymatidium
- Phymatidium aquinoi  Schltr. (1925)
- Phymatidium delicatulum  Lindl. (1833)
- Phymatidium falcifolium  Lindl. (1833)
- Phymatidium geiselii  Ruschi (1976)
- Phymatidium glaziovii  Toscano (2007)
- Phymatidium hysteranthum  Barb.Rodr. (1881)
- Phymatidium limae  Porto & Brade (1937)
- Phymatidium mellobarretoi  L.O.Williams & Hoehne (1947)
- Phymatidium microphyllum  (Barb.Rodr.) Toscano (2001)
- Phymatidium vogelii  Pabst (1972)